# Lagos (Granada)
Lagos es una localidad y pedanía española perteneciente al municipio de Vélez de Benaudalla, en la provincia de Granada. Está situada en la parte septentrional de la comarca de la Costa Granadina. Cerca de esta localidad se encuentran los núcleos de La Gorgoracha y Motril.

## Demografía
Según el Instituto Nacional de Estadística de España, en el año 2020 Lagos contaba con 28 habitantes censados.

## Cultura

### Monumentos
En la parte noreste del pueblo se encuentra la fuente Alta. Su agua proviene de la Rambla del Puntalón.

### Yacimientos mineros
En los alrededores existen yacimientos de cobre, plomo, fluorita y sobre todo hierro. Estos yacimientos se explotaron hasta 1980.